# Teresa Widomska-Czekajska
Teresa Jadwiga Widomska-Czekajska (ur. 1936, zm. 14 grudnia 2017) – polska lekarka, prof. dr hab.

## Życiorys
Obroniła pracę doktorską, następnie uzyskała stopień doktora habilitowanego. 9 października 1990  nadano jej tytuł profesora w zakresie nauk medycznych. Pracowała na stanowisku kierownika w Katedrze i Klinice Kardiologii na II Wydziale Lekarskim z Oddziałem Anglojęzycznym Uniwersytecie Medycznym w Lublinie.
Zmarła 14 grudnia 2017.